# Evidence Records
Evidence Records is een Amerikaans platenlabel dat jazz en blues (opnieuw) uitbrengt. Het label startte in het begin van de jaren negentig. Artiesten wier werk op het label uitkwam zijn onder meer Sun Ra, Gil Evans, Pharoah Sanders, Bobby Hutcherson, George Coleman, Art Blakey, Charlie Barnet, Cyrus Chestnut, Dave Liebman, Chet Baker, Paul Bley, Steve Kahn, Lonnie Brooks en Ted Hawkins. Het in 1991 opgerichte label is gevestigd in Conshohocken.